# Оррач, Хоан
Хоан Оррач Риполь (исп. Joan Horrach Ripoll, род. 27 марта 1974 в Дейе, Мальорка, Испания) — испанский профессиональный шоссейный велогонщик.

## Победы
| 2001 - Гран-при Жорнал де Нотисиаш — этап 4 и генеральная классификация - Вуэльта Астурии — этап 4 2002 - Вольта Португалии — этапы 5, 11 и 2-е место в общем зачёте | 2003 - Трофей Жоакима Агостинью — этап 2 и очковая классификация 2006 - Джиро д’Италия — этап 12 |

## Статистика выступлений наГранд Турах
| Гранд Тур | 2002 | 2003 | 2004 | 2005 | 2006 | 2007 | 2008 | 2009 | 2010 | 2011 | 2012 |
| --------- | ---- | ---- | ---- | ---- | ---- | ---- | ---- | ---- | ---- | ---- | ---- |
| Джиро     | -    | -    | -    | 37   | 36   | сход | 81   | -    | 54   | 53   | -    |
| Тур       | -    | -    | -    | -    | -    | -    | -    | 74   | -    | -    | 119  |
| Вуэльта   | 33   | 28   | 24   | 26   | 79   | 29   | -    | -    | 67   | -    | -    |